# Plectranthus pentheri
Plectranthus pentheri là một loài thực vật có hoa trong họ Hoa môi. Loài này được (Gürke ex Zahlbr.) van Jaarsv. & T.J.Edwards miêu tả khoa học đầu tiên năm 1997.